# Cacic alagroc
El cacic alagroc (Cacicus chrysopterus) és un ocell de la família dels ictèrids (Icteridae).

## Hàbitat i distribució
Habita la selva de les terres baixes del centre i sud-est de Bolívia, Paraguai sud del Brasil, Uruguai i nord de l'Argentina.